# Saturday Night Slam Masters
Saturday Night Slam Masters, i Japan känt som Muscle Bomber – The Body Explosion (japanska: マッスルボマー ザ・ボディー・エクスプロージョン?), är ett arkadspel från 1993, baserat på fribrottning. Spelet debuterade ute i arkadhallarna till CP System av Capcom, för att sedan porteras till SNES, SMD och FM Towns Marty. Figurerna har designats av Tetsuo Hara, känd för Fist of the North Star.
Bland de tio spelfigurerna finns Biff Slamkovich, Gunloc, Great Oni, Titanic Tim, El Stingray, Mike Haggar, Alexander the Grater, King Rasta Mon, Jumbo Flapjack och Scorpion.

### Fotnoter
1. ↑  ”Saturday Night Slam Masters” (på engelska). Mobygames. 11 mars 1993. https://www.mobygames.com/game/saturday-night-slam-masters. Läst 16 maj 2017.